# Лачола (Потенца)
Лачола (итал. Lacciola) је насеље у Италији у округу Потенца, региону Базиликата.
Према процени из 2011. у насељу је живело 45 становника. Насеље се налази на надморској висини од 767 м.